# Аминокапроновая кислота
Аминокапроновая кислота (6-аминогексановая кислота или ε-аминокапроновая кислота) — лекарственное гемостатическое средство, тормозит превращение профибринолизина в фибринолизин.

## Фармакологическое действие
Гемостатическое средство, тормозит превращение профибринолизина в фибринолизин, по-видимому, за счет ингибирования активатора этого процесса, а также оказывает прямое угнетающее влияние на фибринолизин; тормозит активирующее действие стрептокиназы, урокиназы и тканевых киназ на фибринолиз, нейтрализует эффекты калликреина, трипсина и гиалуронидазы, уменьшает проницаемость капилляров. Обладает противоаллергической активностью, улучшает антитоксическую функцию печени.
По мнению некоторых источников обладает неспецифическим противовирусным действием. Тормозит проникновение вируса в клетки организма, а также усиливает действие интерферона. Вместе с этим имеются данные, что аминокапроновая кислота может спровоцировать заложенность носа и угнетает образование антител.

## Фармакокинетика
Абсорбция — высокая, TCmax — 2 ч, T½ — 4 ч. Выводится почками — 40-60 % в неизмененном виде. При внутривенном введении элиминация идет быстрее (за 12 ч — более 80 %).

## Показания
Кровотечения (гиперфибринолиз, гипо- и афибриногенемия), кровотечения при хирургических вмешательствах и патологических состояниях, сопровождающихся повышением фибринолитической активности крови (при нейрохирургических, внутриполостных, торакальных, гинекологических и урологических операциях, в том числе на предстательной железе, лёгких, поджелудочной железе; тонзиллэктомии, после стоматологических вмешательств, при операциях с использованием аппарата искусственного кровообращения). Заболевания внутренних органов с геморрагическим синдромом; преждевременное отслоение плаценты, осложненный аборт. Профилактика вторичной гипофибриногенемии при массивных переливаниях консервированной крови.

## Противопоказания
Гиперчувствительность, гиперкоагуляция (тромбообразование, тромбоэмболия), склонность к тромбозам и тромбоэмболическим заболеваниям, нарушения мозгового кровообращения, ДВС-синдром.

### C осторожностью
Артериальная гипотензия, клапанные пороки сердца, гематурия, кровотечение из верхних мочевыводящих путей неустановленной этиологии, печеночная недостаточность, хроническая почечная недостаточность.

## Режим дозирования
Только внутривенно, капельно. При остром кровотечении вводят 4-5 г, растворенных в 250 мл 0.9 % раствора NaCl, в течение 1 ч, затем при необходимости по 1 г (в 50 мл) каждый час в течение 8 ч или до полной остановки кровотечения. При продолжающемся кровотечении инфузии повторяют каждые 4 ч. Внутрь, по 5 г, затем по 1 г каждый час в течение не более 8 ч до полной остановки кровотечения. Детям, из расчета 100 мг/кг — в 1 ч, затем 33 мг/кг/ч; максимальная суточная доза — 18 г/кв.м. Суточная доза для взрослых — 5-30 г; для детей до 1 года — 3 г; 2-6 лет — 3-6 г; 7-10 лет — 6-9 г. При острых кровопотерях: детям до 1 года — 6 г, 2-4 лет — 6-9 г, 5-8 лет — 9-12 г, 9-10 лет — 18 г. Длительность лечения — 3-14 дней.

## Побочные эффекты
Головокружение, шум в ушах, головная боль, тошнота, диарея, заложенность носа, кожная сыпь, снижение артериального давления, ортостатическая гипотензия, судороги, рабдомиолиз, миоглобинурия, острая почечная недостаточность, субэндокардиальное кровоизлияние.

## Меры предосторожности
При назначении аминокапроновой кислоты необходимо контролировать фибринолитическую активность крови и содержание фибриногена.
Имеются сообщения о нецелесообразности применения у женщин с целью профилактики повышенных кровопотерь при родах в связи с возможностью тромбоэмболических осложнений в послеродовом периоде.

## Взаимодействие
Антикоагулянты прямого и непрямого действия, антиагреганты снижают эффективность.